# La Madeleine-de-Nonancourt
La Madeleine-de-Nonancourt is een gemeente in het Franse departement Eure (regio Normandië). De plaats maakt deel uit van het arrondissement Évreux. La Madeleine-de-Nonancourt telde op 1 januari 2022 1.160 inwoners.

## Geografie
De oppervlakte van La Madeleine-de-Nonancourt bedroeg op 1 januari 2022 22,61 vierkante kilometer; de bevolkingsdichtheid was toen 51,3 inwoners per km².

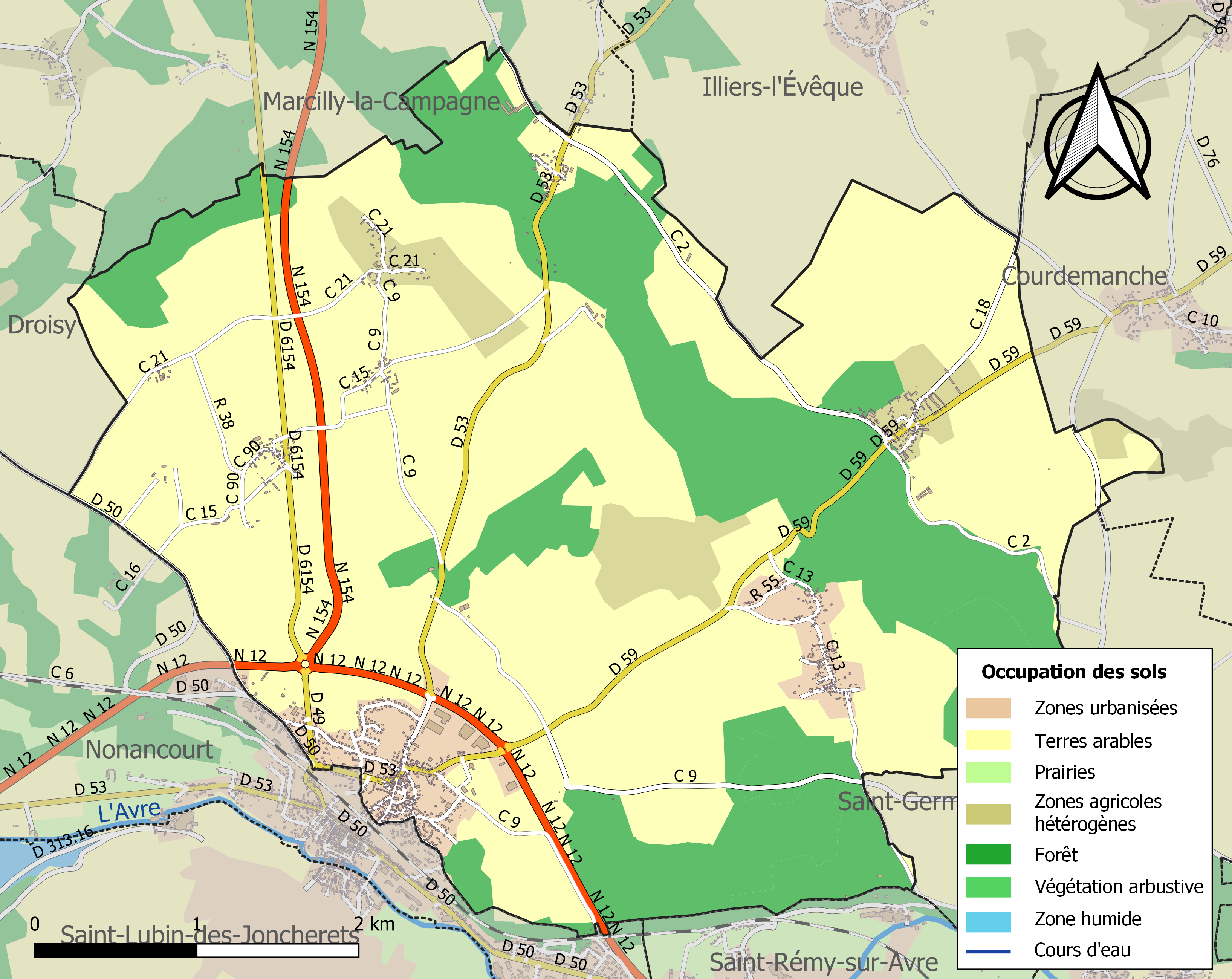
Kaart van de gemeente met belangrijkste infrastructuur, bodemgebruik en omliggende gemeenten

## Demografie
Onderstaande figuur toont het verloop van het inwonertal (bron: INSEE-tellingen).